# Decadenza della morte
Decadenza della Morte è una raccolta di racconti della scrittrice Paola Masino, la prima opera pubblicata nel 1931, a 23 anni.
Con una presentazione di Massimo Bontempelli, contiene una fotografia del ritratto di Paola Masino del pittore Anselmo Bucci, del medesimo anno 1931. L'opera consiste in una raccolta di sedici racconti, i cui protagonisti, che agiscono in un "mondo caotico", irreale ed "ultralogico" sono "nomi vasti, idee eterne: Amore, Vita, Morte, Follia, il Destino, la Paura, le Nuvole, il Tempo, il Moto, Dio; ed eroi sempre: una continua ossessione verso l'eroico, che fa spasimare tutta questa materia, dove è più compatta e dove è più incandescente, mostrando una tendenza esasperata al sublime, a costo di ogni pericolo" scrive Bontempelli . Alcuni dei racconti furono pubblicati tra il 1928 e il 1931.

## Contenuti
- Presentazione di Massimo Bontempelli
- Giuochi d'aria
- Morte d'Ariele
- Terrazze su Roma
- Orsa Maggiore
- I nuovi fantasmi di Roma
- Parigi
- Avventura divina
- Conversione
- L'uomo stanco
- Ricostruzione
- Vivisezione dell'impiccato
- Storia naturale del Tempo
- Genesi
- Invenzione delle nuvole
- Regni vaganti
- Decadenza della Morte

Quest'ultimo racconto fu tradotto in lingua inglese da Samuel Putnam in "This Quarter", Titus Editore, Parigi, 1930.

## Edizioni
- Paola Masino, Decadenza della morte (1928-1929) con una presentazione di Massimo Bontempelli, A. Stock, Roma 1931